# Winthrop (Massachusetts)
Winthrop – miasto w Stanach Zjednoczonych, w hrabstwie Suffolk, w stanie Massachusetts.